# Tabitha Stevens
Tabitha Stevens (Long Island, Nueva York; 16 de febrero de 1970) es una actriz y directora pornográfica estadounidense.
Empezó en el negocio del cine porno a mediados de los noventa y desde entonces ha participado en un centenar de películas. Se ha operado varias veces, según confesión propia, y ella misma se describe como "adicta a la cirugía plástica". En el programa televisivo Dr. 90210 apareció en varias ocasiones, para someterse a cirugías como; liposucción de muslos, reposicionamiento de implantes de mejillas, rinoplastia secundaria, implante de mentón. También se ha sometido a la poco difundida práctica de decoloración anal.
El 13 de marzo de 2006, apareció en el Howard Stern Show para promocionar su primera película no pornográfica, The Shaman,  según dictamen del presentador, Howard Stern, posiblemente la peor película jamás rodada. El filme se basa parcialmente en la improvisación de los actores, y en él aparece High Pitch Eric caracterizado como un troll. En un principio, el papel se le ofreció al guionista de  Howard Stern Show Benjy Bronk, y por lo visto incluía una escena en la que el personaje defecaba, y que posteriormente debió de caer del guion o no incluirse en el montaje final .
El 25 de abril de 2006, Stevens llamó al Howard Stern Show para explicar que, en parte, la dura crítica de Stern la había llevado a retirarse a Utah, donde tiene proyectado convertirse en criadora de alpacas.